# الشهيدي
الشهيدي إحدى قرى مركز المحلة الكبرى التابع لمحافظة الغربية بجمهورية مصر العربية.

## التاريخ
أصل موقعها قرية شبرا زيتون التي وردت في قوانين ابن مماتي وتحفة الإرشاد والتحفة السنية. خربت هذه القرية في العهد العثماني وأضيف زمامها إلى دخميس إلى أن ظهرت مرة أخرى باسم الشهيدي نسبة لسليمان الشهيدي صاحب المقام الكائن بها. فصلت القرية عن دخميس سنة 1913 في نظارة الداخلية ثم في نظارة المالية في سنة 1931.
كانت القرية تابعة لمركز المحلة ثم نقلت إلى مركز بيلا مع إنشائه سنة 1938 لقربها منه، ثم عادت إلى مركز المحلة في عام 1943.

## التعليم
تصل نسبة الأمية في القرية إلى 45.76% بين من تجاوزوا العاشرة من عمرهم، بينما تصل نسبة من حصلوا على تعليم جامعي إلى 1.28% من جملة السكان.

## السكان
بلغ عدد سكان الشهيدي 9040 نسمة حسب تقدير عام 2018.
| السنة  | 1947 | 1960 | 1976 | 1986 | 1996 | 2006  | 2018 |
| ------ | ---- | ---- | ---- | ---- | ---- | ----- | ---- |
| القرية | 2788 | 4712 | 4725 | 5318 | 6065 | 7,093 | 9040 |